# Нушагак (полуостров)

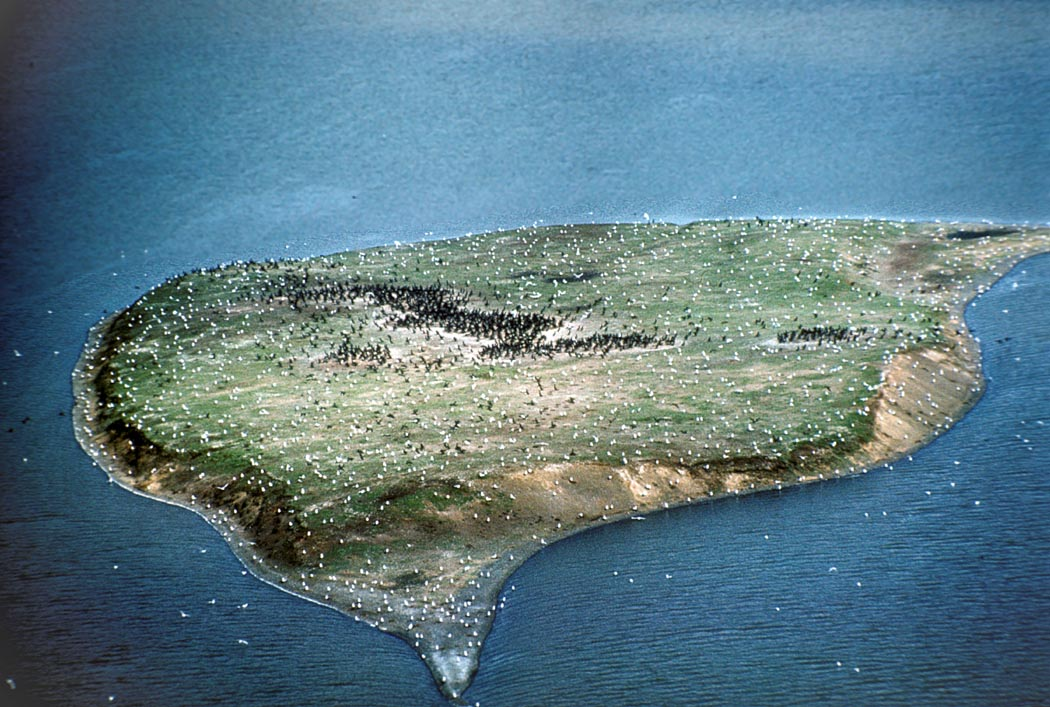
Остров у берегов полуострова Нушагак

Нушагак (англ. Nushagak Peninsula) — необитаемый полуостров на Аляске, США. Полуостров расположен в зоне переписи населения Диллингхем к западу от полуострова Аляска. Площадь полуострова 210 000 гектаров. Полуостров был назван по заливу в 1910 году американской береговой и геодезической службой. На Нушагаке располагается большое количество озёр и прудов, на полуострове находится также национальный резерват дикой природы Тогиак.

## География
На необитаемый полуостров можно добраться либо на лодке, либо на самолёте из города Диллингхем. Полуостров разделяет Бристольский залив и залив Нушагак. На западе расположен остров Гагемейстера. По Нушагаку протекают реки Игушик и Теклунг, впадающие в залив Нушагак. Максимальная высота Нушагак над уровнем моря — 170 метров, наивысшая точка полуострова расположена неподалёку от национального резервата Тогиак.

## Фауна
На полуострове обитают чайки, канадские журавли; по меньшей мере было обнаружено одно гнездо белоголового орлана. Среди других птиц можно отметить обыкновенного гоголя, американскую свиязь, черную синьгу, малого гоголя, обыкновенную гагу, черноклювую гагару, синьгу, серую утку, морскую чернеть, зеленокрылого чирока, каменушку, гагу-гребенушку, канадскую казарку, крякву, морянку, шилохвость, широконоску, среднего крохаля, краснозобую гагару, сибирскую гагу и американского лебедя. Из млекопитающих на территории полуострова обитают бурый медведь и лось. У побережья можно заметить белуху.